# Trzonki (przystanek kolejowy)
Trzonki – zlikwidowany przystanek osobowy w Trzonkach na linii kolejowej Pisz – Orzysz, w powiecie piskim, w województwie warmińsko-mazurskim, w Polsce.